# La Chapelle-d'Armentières
La Chapelle-d'Armentières é uma comuna francesa na região administrativa de Altos da França, no departamento do Norte. Estende-se por uma área de 10.33 km². Em 2010 a comuna tinha 8 722 habitantes (densidade: 844,3 hab./km²).